# Internationales Congress Centrum Berlin
Het Internationales Congress Centrum Berlin (ICC Berlin) in de wijk Westend van het Berlijnse stadsdeel Charlottenburg-Wilmersdorf is een van de grootste congrescentra ter wereld. Het 320 meter lange, 80 meter brede en 40 meter hoge gebouw werd ontworpen door de Berlijnse architecten Ralf Schüler en Ursulina Schüler-Witte en na een bouwtijd van slechts vier jaar op 2 april 1979 geopend. Het kostte meer dan 924 miljoen Duitse mark (rond 473 miljoen euro).

## Gebouw

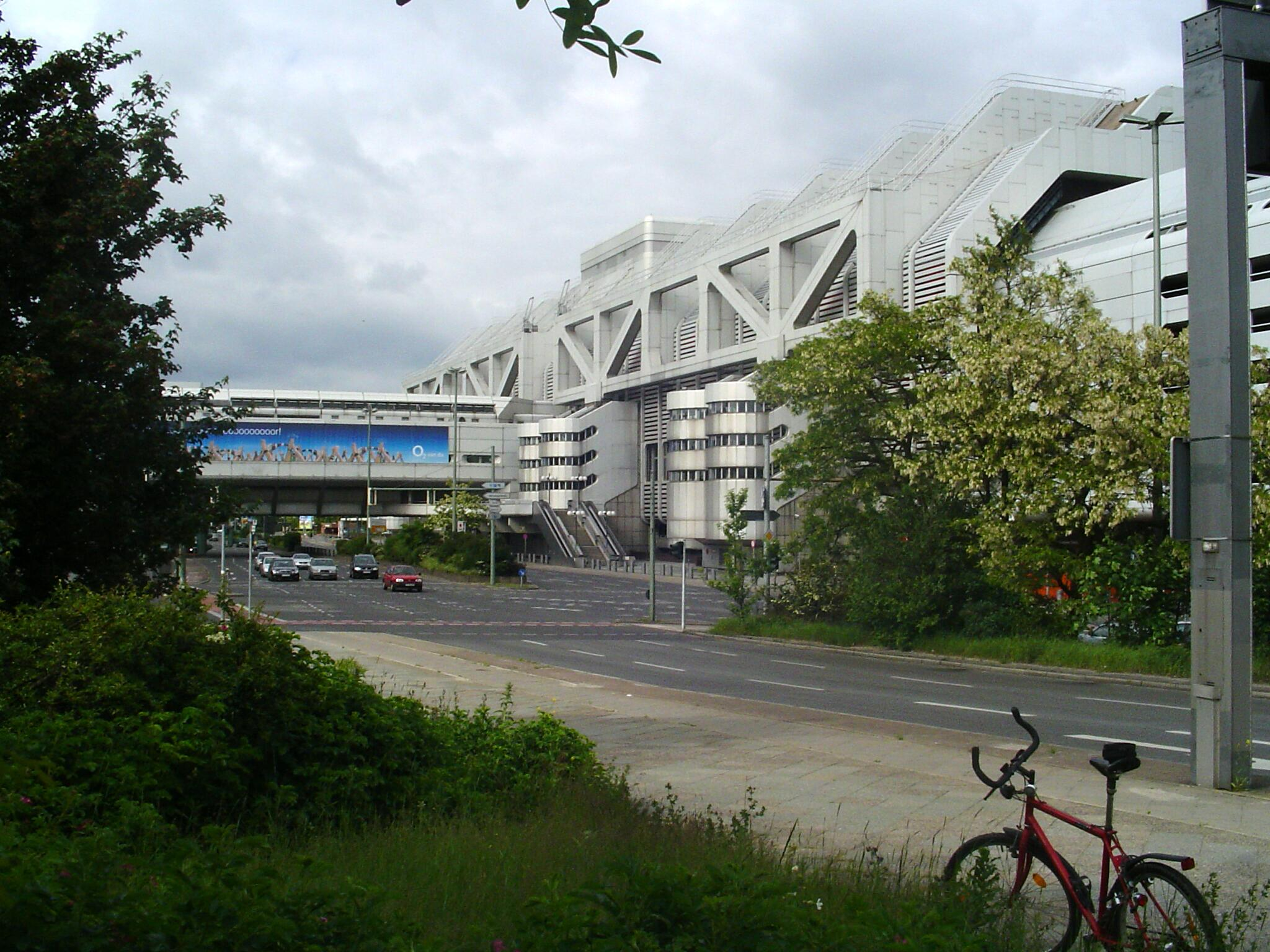
Het ICC vanaf de toerit naar AVUS gezien

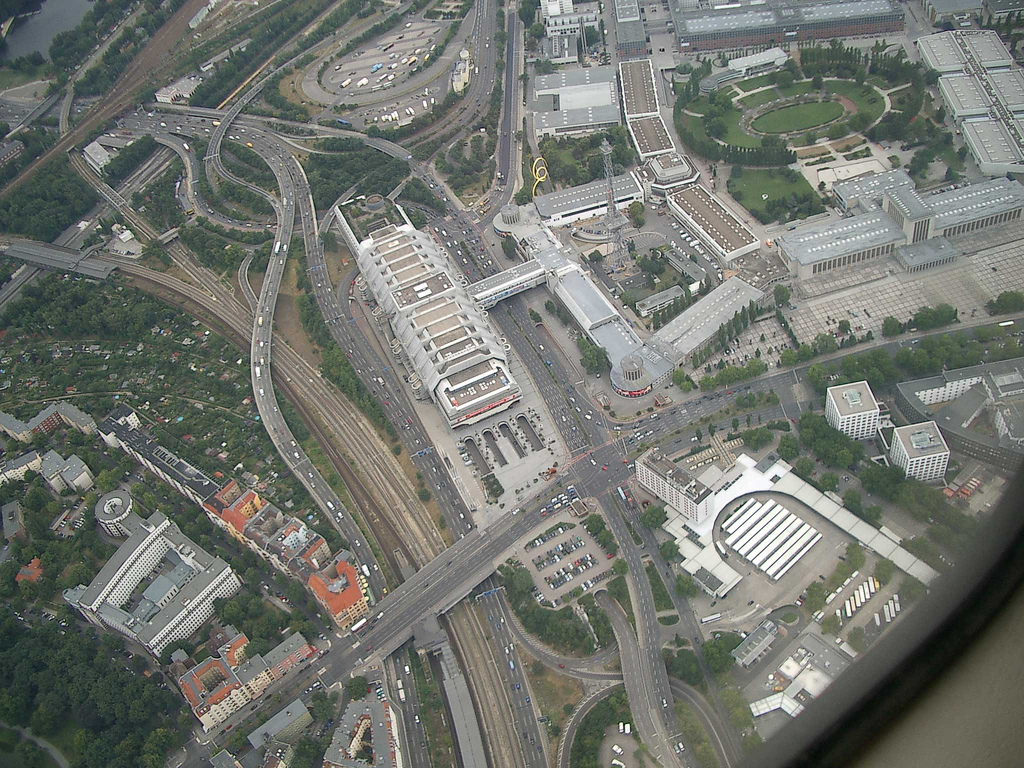
Het ICC van boven gezien

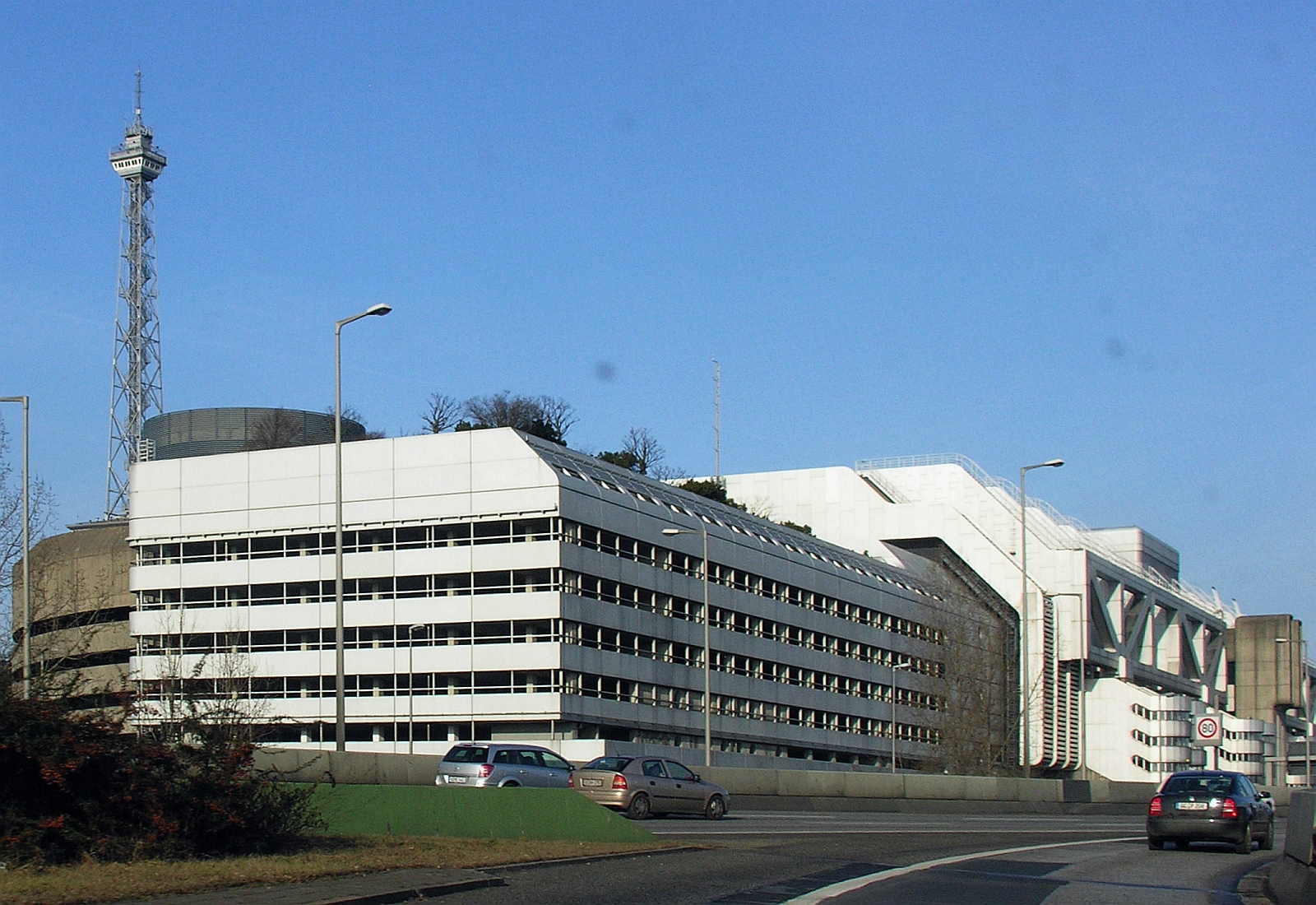
De parkeergarage van het ICC (Zuidoost gevel) met daktuin

Met 80 zalen en ruimtes met 20 tot 5000 plaatsen (Zaal 1), de moderne techniek en de uitgebreide voorzieningen is het ICC Berlin geschikt voor allerlei soorten congressen en evenementen. Via een, tot het ICC behorende, driedeksbrug is het ICC verbonden met de tweede verdieping van de hallen 14 en 15 van de beurs aan de overkant van de Messedamm. In de brug is onder meer een brugrestaurant gevestigd. Deze verbinding met het beursterrein maakt ook een gezamenlijk of gemengd gebruik mogelijk waarmee een, voor congrescentra unieke, mogelijkheid bestaat voor een optimale bezettingsgraad.
Oorspronkelijk was in het kader van de verlenging van metrolijn U1 naar de Theodor-Heuss-Platz gepland om het ICC op het metronet aan te sluiten. Hiervoor werd onder de voetgangerstunnel van het kruispunt Messedamm/Masurenallee al een omvangrijke voorinvestering gedaan. Uiteindelijk werd dit concept verworpen maar er is wel plaats gereserveerd voor een eventuele hernieuwde opname in het Berlijnse verkeersplan.
Wegens de, ondanks de goede bezettingsgraad, hoge exploitatiekosten en hoge kosten voor het geplande groot onderhoud (onder meer door de aanwezigheid van asbest) hebben zowel de exploitant als het stadsbestuur overwogen een nieuw congres centrum te bouwen op het terrein van de Deutschlandhalle. Bovendien zijn de diverse ruimtes zeer ongunstig verdeeld zodat slechts 10% van het vloeroppervlak voor evenmenten gebruikt kunnen worden. De rest bestaat uit foyers, die soms afhankelijk van het evenement ook verhuurd worden, gangen, technische ruimtes en verblijfsruimtes voor het personeel. Het stadsbestuur besloot op 27 mei 2008 voor de renovatie van het ICC en afbraak van de Deutschlandhalle. De sloop zal 4,8 mln. Euro kosten. De senator van economische zaken, Harald Wolf, stelde dat na de relatief dure renovatie (182 mln. Euro volgens de Berliner Zeitung of 368 mln. Euro volgens Die Welt) rond het jaar 2016 de exploitatie kosten nog slechts tussen de 6,6 en 9,7 mln. Euro zullen liggen. Een sluitende exploitatie van het ICC zal pas dan in zicht komen. Nieuwbouw van een congrescentrum zou rond de 150 mln. Euro gekost hebben, al is dit bedrag omstreden. De Deutschlandhalle wordt vervangen door een nieuwe hal vlak bij de Berliner Waldbühne. De aanvangsdatum van de renovatie moet nog worden vastgesteld.
Onder de brug naar het beursterrein bevinden zich de garages van de bedrijfsbrandweer van de beurs en de ingang van de VIP-Lounge op de beganegrond die met een VIP-lift rechtstreeks verbonden is met de toegang tot het podium op de vierde verdieping. De technische apparatuur voor de evenementen wordt met een goederenlift naast de Funkturm op het beursterrein en een rollend platform in de brug naar het podium vervoerd.

## Technische voorzieningen
Vanaf het einde van 2009 is high-definition television (HDTV) beschikbaar in de evenmentenruimtes van het ICC Berlin. Bij Projektoren, LED-schermen en Event-Notebooks wordt het 16:9-Format met Full HD van 1.920 × 1.080 Pixels aangeboden. Hierdoor is een hoge kwaliteit van de leesbaarheid van teksten en de weergave van afbeeldingen verzekerd. Door het HDTV-Signaal op het kabelnet te zetten kan het materiaal op een goedkope manier via gangbare DVB-C-ontvangers en HDTV-beeldschermen worden verspreid. Daarnaast biedt een DVB-C geschikte settopbox samen met een HDMI-videoprojector de mogelijkheid van grootbeeldweergave zoals Public Viewing.
Het ICC Berlin beschikt over een eigen noodstroomvoorziening die, indien nodig, genoeg stroom levert om het hele gebouw, ook bij maximale bezetting, onafhankelijk van het Berlijnse net van voldoende energie te voorzien. Verder beschikt het gebouw over een eigen politiebureau met cellencomplex, dat echter alleen tijdens evenementen wordt gebruikt. Beide voorzieningen zijn ondergebracht op de begane grond van de parkeergarage aan de zuidkant. Boven op de parkeergarage bevindt zich een daktuin die ook voor evenementen gebruikt wordt.

## Waardering
Het ICC Berlin is in 2009 wederom met de World Travel Award onderscheiden. De onderscheiding wordt ieder jaar door de in Londen gevestigde World Travel Awards Ltd. uitgereikt. De stemming wordt gehouden onder 167.000 vakmensen uit de reisbranche die wereldwijd in reisbureaus, hotels, VVV's, luchtvaartmaatschappijen en instellingen werkzaam zijn. De herhaaldelijke onderscheiding is te danken aan de bijzondere architectuur en de ruimtelijke verscheidenheid van het gebouw.

## Kunst voor het gebouw
Voor het ICC aan de Neue Kantstraße stond het beeld Ecbatane – der Mensch baut seine Stadt (1980) van de Franse kunstenaar Jean Ipoustéguy. Het beeld is de ombouw van het in 1979 geplaatste beeld Alexander der Große betritt die eroberte Stadt Ecbatane, dat ter plaatse werd uitvergroot en aan de omgeving werd aangepast. Het gaat hier om een typisch kunstproject in het kader van de „Kunst am Bau-Verordnung“. Omdat de betonnen sokkel afbrokkelde werd het beeld in de zomer van 2005 veiliggesteld en in een hal op het beursterrein ondergebracht.